# Vaječník (Nečín)
Vaječník je malá vesnice, část obce Nečín v okrese Příbram ve Středočeském kraji. Nachází se asi tři kilometry severovýchodně od Nečína. Je zde evidováno 7 adres. V roce 2011 zde trvale žilo osm obyvatel.
Vaječník leží v katastrálním území Žebrák u Nečína o výměře 3,23 km².

## Historie
První písemná zmínka o vesnici pochází z roku 1788.
V matrice oddaných FÚ Borotice 08 je vesnice uvedena již k roku 1773.
V matrice zemřelých farního úřadu Borotice 03 je obec uvedena v zápisu z 16. září 1748.

## Obyvatelstvo
| Rok            | 1869 | 1880 | 1890 | 1900 | 1910 | 1921 | 1930 | 1950 | 1961 | 1970 | 1980 | 1991 | 2001 | 2011 | 2021 |
| -------------- | ---- | ---- | ---- | ---- | ---- | ---- | ---- | ---- | ---- | ---- | ---- | ---- | ---- | ---- | ---- |
| Počet obyvatel | 40   | 40   | 40   | 41   | 33   | 31   | 30   | 18   | 15   | 7    | 10   | 6    | 5    | 8    | 9    |
| Počet domů     | 6    | 6    | 6    | 6    | 6    | 6    | 6    | 6    | 6    | 4    | 4    | 4    | 5    | 5    | 5    |